# Walter Henrique de Oliveira
Walter Henrique de Oliveira (* 21. Oktober 1968) ist ein ehemaliger brasilianischer Fußballspieler.

## Karriere
Walter begann seine Karriere bei Portuguesa und spielte unter anderem auch bei AA Francana, SE Palmeiras und Ferroviária. 1993 unterschrieb er einen Vertrag beim japanischen Zweitligisten Yamaha Motors (Júbilo Iwata). 1993 wurde er mit dem Verein Vizemeister der zweiten Liga und stieg in die erste Liga auf. 1994 gewann er mit dem Verein den J.League Cup. 1995 wechselte er zum Zweitligisten Honda Motors. Für Honda bestritt er 67 Zweitligaspiele und schoss dabei fünf Tore. 1998 wechselte er zum Erstligisten Consadole Sapporo. Für Sapporo bestritt er 21 Erstligaspiele und schoss dabei drei Tore. 1999 wechselte er zum Zweitligisten Montedio Yamagata.

## Erfolge
Júbilo Iwata
- Japanischer Ligapokalsieger: 1994